# آرمنگل دی آسپا
آرمنگل دی آسپا (انگلیسی: Armengol de Aspa؛ درگذشتهٔ پس از آوریل ۱۱۹۱)، که همچنین با نام هرمانگارد د اَسپ شناخته می‌شود، نهمین استاد بزرگ شوالیه‌های مهمان‌نواز بود که این سمت را از سال ۱۱۸۸ تا استعفای خود در سال ۱۱۸۹ یا ۱۱۹۰ بر عهده داشت. در دوران ریاست او، مقر اصلی فرقه از اورشلیم به صور منتقل شد. احتمالاً در زمستان سال ۱۱۸۹ یا ۱۱۹۰ دوران ریاست او به پایان رسید، اما این به دلیل مرگش نبود، زیرا او مجدداً از دسامبر ۱۱۹۰ تا آوریل ۱۱۹۱ به عنوان اربابِ آمپوستا انتخاب شد. اطلاعاتی در مورد این اولین استعفا در تاریخ نظم نداریم، اما او در اوایل سال ۱۱۹۰ توسط گارنیر د نابلس جایگزین شد.